# روبوتي
روبوتي هو روبوت بعجلات تفاضلية بمزايا التوازن الذاتي، الحركة, الكلام و تمييز الأشياء. روبوتي هو أيضاً أول روبوت مستقل ذاتيا في اليمن, والذي يتم التحكم به بشكل أساسي عن طريق الأوامر الصوتية. الغرض النهائي من المشروع البحثي هذا هو بناء روبوت قادر على لعب الشطرنج.
تم عرض هذا الروبوت لأول مرة في 21 أكتوبر 2010 بواسطة مخترعه حمدي محمد سحلول كمشروع تخرجه. خلال مناقشة المشروع تم التطرق إلى مكونات وقدرات هذا الروبوت. هذه القدرات تضمنت الحركة، الكلام, السماع، تمييز الأوجه، والتنقل عن طريق الجي بي أس.
العديد من القنوات والصحف غطت هذا الحدث مثل قناة اليمن الفضائية, المؤتمر نت, 26 سبتمبر, المصدر أونلاين, الصحوة, 22 مايو, المحيط, الحدث, التغيير, البيضاء برس, شباب اليمن, صوت اليمن و نشوان نيوز.